# Prvenstvo Jugoslavije u hokeju na travi 1988.
Jugoslavensko prvenstvo u hokeju na travi za 1988. godinu je osvojila momčad Zorka iz Subotice.

## Ljestvice

### Polufinale prvenstva
| poz.  | klub                      | ut.   | pob.  | neod. | izg.  | golovi | bod   |
| Zapad | Zapad                     | Zapad | Zapad | Zapad | Zapad | Zapad  | Zapad |
| ----- | ------------------------- | ----- | ----- | ----- | ----- | ------ | ----- |
| 1.    | Marathon Zagreb           | 3     | 3     | 0     | 0     | 25:4   | 6     |
| 2.    | Partizan Zelina           | 3     | 2     | 0     | 1     | 13:7   | 4     |
| 3.    | Elektrovojvodina Subotica | 3     | 1     | 0     | 2     | 2:17   | 2     |
| 4.    | Čukarički Beograd         | 3     | 0     | 0     | 2     | 5:17   | 0     |
|       |                           |       |       |       |       |        |       |
| Istok |                           |       |       |       |       |        |       |
| 1.    | Zorka Subotica            | 2     | 2     | 0     | 0     | 10:1   | 4     |
| 2.    | Subotičanka (Subotica)    | 2     | 2     | 0     | 0     | 4:2    | 2     |
| 3.    | Mladost Zagreb            | 3     | 0     | 1     | 2     | 2:6    | 1     |
| 4.    | Jedinstvo Zagreb          | 3     | 0     | 1     | 2     | 3:10   | 3     |

### Završnica
| poz. | klub                   | ut. | pob. | neod. | izg. | golovi | bod |
| ---- | ---------------------- | --- | ---- | ----- | ---- | ------ | --- |
| 1.   | Zorka Subotica         | 6   | 4    | 1     | 1    | 18:6   | 9   |
| 2.   | Marathon Zagreb        | 6   | 3    | 1     | 2    | 8:6    | 7   |
| 3.   | Partizan Zelina        | 6   | 2    | 0     | 4    | 8:15   | 4   |
| 4.   | Subotičanka (Subotica) | 6   | 2    | 0     | 4    | 7:14   | 4   |